# Орлов, Владислав Павлович
Владислав Павлович Орлов — советский хозяйственный, государственный и политический деятель.

## Биография
Родился в 1925 году в Москве. Член КПСС.
Участник Великой Отечественной войны: командир отделения 51-го армейского пушечного артиллерийского полка
До 1950 — военнослужащий Советской Армии.
В 1965—1968 — секретарь парткома завода «Каучук».
В 1968—1974 — второй секретарь Гагаринского районного комитета КПСС города Москвы.
В 1974—1983 — первый секретарь Гагаринского районного комитета КПСС города Москвы.
В 1983—1984 — заведующий отделом торговли и бытового обслуживания Московского городского комитета КПСС.
Делегат XXIII, XXV и XXVI съездов КПСС.
Умер в 1999 году в Москве.

## Награды
- Орден Отечественной войны II степени (01.08.1979)
- Орден Знак Почёта (трижды, в том числе в 1966)